# Пінжан-Кукмор
Пінжа́н-Кукмо́р (рос. Пинжан Кукмор, марій. Шӱргыял) — присілок у складі Волзького району Марій Ел, Росія. Входить до складу Пет'яльського сільського поселення.

## Населення
Населення — 110 осіб (2010; 154 у 2002).
Національний склад (станом на 2002 рік):
- марі — 94 %